# Tamarix androssowii
Tamarix androssowii är en tamariskväxtart som beskrevs av Dmitrij Litvinov. Tamarix androssowii ingår i släktet tamarisker, och familjen tamariskväxter. Utöver nominatformen finns också underarten T. a. transcaucasica.